# Саввинская слобода (Москва)
Саввинская слобода — одна из московских слобод. Существовала в XVI—XVII веках.
Саввинская слобода располагалась по соседству с Хамовниками и была связана с историей небольшого Саввинского монастыря, бывшего родовым богомольем московских бояр Добрынских. Впервые он упоминается в 1454 году в завещании Петра Добрынского, передавшего монастырь во владение митрополита. Митрополиты и патриархи часто посещали его, здесь были и патриаршие хоромы, что подтверждается документом, датируемым 1637 годом.
Слобода здесь возникла для обслуживания церковного хозяйства, первое упоминание о ней относится к 1565 году. В документе XVII столетия о ней говорится: «Патриаршая вотчина, Саввинская слобода, на берегу Москвы-реки, Горетова стану, а в ней 32 двора бобыльских, людей в них 68 человек, кормятся на Москве всякою работою». В 1638 году в слободе насчитывалось 35 дворов.
В середине XVII века слобода прекратила своё существование, её тяглецы были распределены между чёрными сотнями города. В то же время Саввинский монастырь сначала был преобразован в женский Ново-Саввинский Киевский монастырь (так как первые монахини прибыли из Киева), а затем обитель была обращена в приходскую церковь.